# Мария Комнина (сестра на Алексий I Комнин)
Вижте пояснителната страница за други личности с името Мария Комнина.
Мария Комнина е византийска аристократка, сестра на император Алексий I Комнин.
Мария е една от трите дъщери на Йоан Комнин и на Анна Даласина. Точната година на раждането ѝ не е известна, но се предполага, че е родена в периода 1044 г. – 1049 г. Името ѝ се спонемава в хрониката на Никифор Вриений, който съобщава, че Мария, Евдокия и Теодора са трите дъщери на Йоан и Анна, от което се прави изводът, че Мария е била най-голямата дъщеря на двойката. От изворите обаче не става ясно дали Мария е второто или третото дете на двойката, която е имала още петима сина. Още преди смъртта на баща ѝ през 1067 г. Мария е била омъжена за Михаил Таронит, син на Григорий Таронит След възцаряването си през 1081 г. Алексий Комнин удостоил съпруга на Мария с титлите протосеваст и протовестиарий, а не след дълго го почел с титлата паниперсеваст и с правото да стои седнал в присъствието на императора. В своята Алексиада Анна Комнина съобщава, че по-късно Михаил бил прокуден, а имуществото му – конфискувано, тъй като той бил уличен в участие в заговора на Никифор Диоген срещу императора през 1094 г.
Мария Комнина завършва живота си като монахиня, приела в монашество името Анна.
В поменика на роднините на императрица Ирина, поместен в литургичния типик на манастира Христос Филантроп, 18 август е посочен като дата, на която се почита паметта на кира Мария, сестрата на императора. В обитуария на манастира „Пантократор“ Мария е спомената с титлата паниперсеваста сред покойните лели на император Йоан II Комнин. Годината на смъртта ѝ обаче остава неизвестна, но се предполага, че е починала преди октомври 1136 г.
Известни са пет оловни печата, принадлежали на Мария Комнина – три от тях, произхождащи от Константинопол, се съхраняват в колекцията на Георги Закос, един е открит в района на Пловдив и се съхранява в Пловдивския археологически музей, а петият е открит при археологически разкопки на територията на Софийски събор в Киев.